# Guaibasaurus candelariai
Il guaibasauro (Guaibasaurus candelariai) è un dinosauro carnivoro di incerta classificazione, forse appartenente ai sauropodomorfi. Visse nel Triassico superiore (Norico, circa 220 milioni di anni fa) e i suoi resti fossili sono stati ritrovati in Brasile. 

## Descrizione
Questo dinosauro è conosciuto grazie a un esemplare tipo, noto per resti incompleti che includono numerose vertebre, parte dei cinti pelvico e scapolare e zampe posteriori incomplete. Successivamente è stato rinvenuto un altro esemplare più completo, che ha permesso una ricostruzione maggiormente dettagliata. Le dimensioni erano piuttosto piccole (circa due metri e mezzo di lunghezza) e la corporatura relativamente snella. È probabile che l'aspetto richiamasse quello di altri dinosauri primitivi come Herrerasaurus e Staurikosaurus, ma alcune caratteristiche lo pongono in un gruppo a sé stante. Ad esempio l'acetabolo (la cavità che consente l'alloggio della testa del femore) era quasi occluso, mentre il quinto dito del piede era molto ridotto. 

## Classificazione
Guaibasaurus, descritto per la prima volta nel 1999, è stato variamente classificato come un teropode primitivo, un antenato dei dinosauri, un dinosauro arcaico o un sauropodomorfo basale. Nel 2010 uno studio ha istituito la famiglia Guaibasauridae per una serie di piccoli dinosauri primitivi dalle caratteristiche miste, tra cui Panphagia protos e Saturnalia. I guaibasauridi sono considerati il sister group di tutti gli altri sauropodomorfi.